# Línea CFL 10
La línea CFL 10 es una línea ferroviaria luxemburguesa que conecta la ciudad de Luxemburgo con el centro y el norte del país, así como con Lieja, en Bélgica . La terminal en el extremo sur es la estación de tren de Luxemburgo, mientras que las terminales en el extremo norte son Diekirch, Wiltz, Troisvierges y Lieja . Está designado y operado predominantemente por la Société Nationale des Chemins de Fer Luxemburgoeois (CFL).
El 21 de julio de 1862, los Chemins de fer de l'Est abrieron al tráfico comercial el tramo de línea desde la estación de Luxemburgo hasta la estación de Ettelbruck . El 15 de diciembre de 1866, la línea se amplió hasta la estación de Troisvierges antes de llegar a la frontera belga y la estación de Gouvy el 20 de febrero de 1867. 
La línea se electrificó a finales de la década de 1980 y principios de la de 1990, y Luxemburgo también financió la electrificación y modernización de la Línea 42 belga a Lieja.  Durante un cierre planificado de la línea en agosto de 2022, se derrumbó el techo del túnel de Schieburg.  Por lo tanto, la línea estuvo cerrada durante más de un año mientras se reparaba el túnel,  lo que aumentó sustancialmente los tiempos de viaje en la región. 

## Ruta
La ruta de la línea 10 de CFL comienza en Lieja y se dirige al este a través del Mosa, antes de llegar a Angleur y dirigirse al sur a lo largo del Ourthe. Luego, la ruta se dirige al este por Ambléve hasta llegar a Coo, luego al sur por Glain hasta llegar a Bovigny, luego al sur hasta Gouvy, para luego cruzar la frontera entre Bélgica y Luxemburgo. La ruta sigue luego el río Woltz y después el Clerve. Desde Kautenbach, la línea sigue el Wiltz, con un ramal que sigue el Wiltz hasta Wiltz. Cerca de Goebelsmühle convergen Wiltz y Sauer y la línea sigue luego a Sauer. En Ettelbruck, un ramal va hacia Diekirch a lo largo del Sauer, y la línea principal sigue el Alzette hasta Luxemburgo.

## Estaciones
- Luxemburgo
- Pfaffenthal-Kirchberg
- Dommeldange
- Walferdange
- Heisdorf
- Lorentzweiler
- Lintgen
- Mersch
- Cruchten
- Colmar-Berg
- Schieren
- Ettelbruck
  - Diekirch
- Miguelau
- Goebelsmühle
- Kautenbach
  - Merkholtz
  - Paraíso
  - Wiltz
- Wilwerwiltz
- Drauffelt
- Clervaux
- Maulusmuhle (cerrado)
- Troisvierges
- Gouvy (Bélgica)
- Vielsalm (Bélgica)
- Trois-Ponts (Bélgica)
- Coo (Bélgica)
- Aywaille (Bélgica)
- Rivage (Bélgica)
- Poulseur (Bélgica)
- Angleur (Bélgica)
- Lieja-Guillemins (Bélgica)